# John Henry Mackay

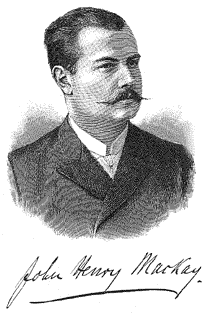
John Henry Mackay

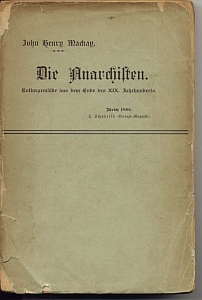
De eerste druk van Die Anarchisten

John Henry Mackay (pseudoniem Sagitta, Greenock, 6 februari 1864 - Berlijn, 16 mei 1933) was een Duits dichter, schrijver en anarchist.

## Vroege werken
Mackay groeide op in een benepen provinciaal milieu in Duitsland, nadat zijn Schotse vader in 1865 overleden was. Mackay was van oorsprong welgesteld, en hij was in staat zich geheel aan zijn schrijversloopbaan te wijden. Nog vóór zijn twintigste publiceerde hij zijn eerste boeken. Als jonge man begon hij zich te interesseren voor het anarchisme, en wel speciaal voor het werk van Max Stirner. Met zijn roman Die Anarchisten (1891), die tijdens een langdurig verblijf in Londen geschreven werd en ook in die stad speelt, werd hij bekend. Het boek werd in verschillende talen vertaald, ook in het Nederlands. Ook zijn dichtbundel Sturm, die in zeven onderling verschillende drukken tussen 1888 en 1925 verscheen, was populair. Mackay was betrokken bij de Friedrichshagener Kreis, een groep van naturalistische schrijvers die rond 1890 in de omgeving van Berlijn actief was. Andere leden waren onder meer Wilhelm Bölsche, Peter Hille, Richard Dehmel, Bruno Hille, Gerhart Hauptmann en de tekenaar Fidus.

## Twee lijnen
In het leven van Mackay zijn twee hoofdmotieven te onderkennen. Het ene was het anarchisme, speciaal dat van de door hem bewonderde Max Stirner (1806-1856). Mackay schreef diens biografie, gaf diens werken uit, waarvan het belangrijkste is Der Einzige und sein Eigentum (1844; Mackay-editie 1911) en bracht een aanzienlijke verzameling van diens originele handschriften bij elkaar.
Samen met Rudolf Steiner, met wie hij enkele jaren lang goed bevriend was, schreef Mackay in 1898 het pamflet Sind Anarchisten Mörder?. Mackay heeft ook veel brieven uitgewisseld met de Amerikaanse anarchist Benjamin R. Tucker.
De andere lijn was de homoseksualiteit, of liever de efebofilie. Aan de hand van het boek Psychopathia Sexualis (1886) van Richard von Krafft-Ebing ontdekte hij zijn eigen voorkeur voor jongens van tussen de veertien en achttien jaar. Omdat hij het verschrikkelijk vond dat zijn oprechte liefdesgevoelens, die nu en dan ook van harte beantwoord werden, zo fel veroordeeld werden, bedacht hij een groot project om daar iets aan te doen. Hij wilde een serie boeken uitgeven, mooi qua inhoud en uiterlijk, om homoseksualiteit en efebofilie toe te lichten, bespreekbaar en begrijpelijk te maken, en zodoende wat acceptatie te oogsten. Dat deed hij onder het pseudoniem Sagitta (Latijn voor 'pijl') en onder de serietitel Bücher der namenlosen Liebe - omdat alle bestaande namen scheldwoorden zijn, moest deze liefde 'naamloos' heten.
In 1905 publiceerde 'Sagitta' een aantal homogedichten in het vroege homotijdschrift Der Eigene van Adolf Brand, maar in 1906 ging het project echt van start. Tegelijkertijd verschenen twee bibliofiele uitgaven in luxueuze uitvoering, die alleen op intekening verkrijgbaar waren, Wer sind wir? en Die namenlose Liebe. De verkoop bleef echter ver achter bij Mackays verwachtingen, en de geplande delen drie en vier bleven in portefeuille. Naar aanleiding van de 'Eulenburg-Moltke-schandalen' vond Mackay het beter om zijn strategie te veranderen en een pamflet Gehör! Nur einen Augenblick! te publiceren in een oplage van 50.000 exemplaren, een schreeuw om begrip. De reactie was echter ijzig. Een jaar later werden het pamflet en ook de beide bibliofiele uitgaven in beslag genomen bij de uitgever, die echter de naam achter het pseudoniem niet verraadde. De procesgang kostte Mackay veel geld, maar dat belette hem niet om terzelfder tijd de volgende bibliofiele uitgave te publiceren, de dichtbundel Am Rande des Lebens (1909), die merkwaardig genoeg vrij bleef van vervolging.
De twee niet gepubliceerde werken van 'Sagitta' verschenen uiteindelijk toch, in een 'Gesammtausgabe' (1913). Fenny Skaller is een omvangrijke autobiografische roman, somber gestemd. Über die Stufen von Marmor daarentegen een luchthartig, in Venetië gesitueerd spel, dat de liefde beschrijft tussen een jonge beeldhouwer en zijn zestienjarige vriend.

## De latere jaren
Na 1913 publiceerde Mackay minder. In 1920 verscheen zijn anarchistische geloofsbelijdenis Der Freiheitssucher, die spoedig door C.J.E. Dinaux en Henk Eikeboom in het Nederlands vertaald werd. In de jaren daarna kwam Mackay financieel in zwaar weer terecht. Hij raakte in de Duitse inflatiejaren 1920-1923 zijn kapitaal kwijt en moest nu serieus van de pen gaan leven, in een tijd waarin dat juist moeilijker werd. In 1926 publiceerde hij als 'Sagitta' een bijzondere roman, Der Puppenjunge, een titel die nog het beste te vertalen is als De hoerenjongen. Dit boek beschrijft op aangrijpende wijze de gedoemde liefde van een nette jonge kantoorbediende voor een mannelijke prostitué, een onderwerp dat nooit eerder genuanceerd in de literatuur was behandeld. Het boek maakte indruk in de homowereld van de jaren twintig, en het wordt nog steeds verkocht. Een Amerikaanse vertaling door Hubert Kennedy verscheen in 1988.
Gedwongen door geldgebrek moest Mackay zijn verzameling handschriften en vroege uitgaven van Max Stirner te gelde maken. Verschillende pogingen, onder meer via Benjamin Tucker, om de collectie naar Amerika te verkopen mislukten, maar uiteindelijk werd ze naar Rusland verkocht, waar ze zich nu nog steeds bevindt.
Midden jaren twintig werd een vereniging van vrienden van Sagitta opgericht, 'Die hundert Sagittas', die bedoeld was om 'Sagitta' financieel te steunen. Onder meer de Nederlander Jacob Anton Schorer, oprichter van het N.W.H.K., zette zich voor Mackay in, evenals de romanschrijver Charley van Heezen, alias Joannes Henri François.

## Naleven
Kurt Zube, een jonge anarchist uit het Duitse Freiburg die intiem bevriend was met Mackay, stichtte in 1931 de 'Mackay-Gesellschaft', aanvankelijk bedoeld om de inmiddels bejaarde en ziekelijke schrijver te ondersteunen. Na de oorlog zette Zube zich met de Mackay-Gesellschaft in om het werk van Mackay te verspreiden en het anarchisme te bevorderen. Na Zubes overlijden werd Uwe Timm de drijvende kracht achter de vereniging, die nu de naam Espero kreeg. De meeste werken van Mackay zijn door de Gesellschaft opnieuw uitgegeven.

## Werken
- Kinder des Hochlands (1885)
- Anna Hermsdorf (1885)
- Sturm, dichtverzameling (1888)
- Die Anarchisten (1891)
- Albert Schnell's Untergang. Schluß der Geschichte ohne Handlung: Die letzte Pflicht (1895)
- Max Stirner (1898)
- Der Schwimmer (1900)
- Hans, mein Freund und Die Wasserratte (1910)
- Der Freiheitssucher. Psychologie einer Entwicklung (1920)
- Der Puppenjunge (1926)
- Die Bücher der namenlosen Liebe – zeven delen (1906–1926)
- Der Unschuldige (1936)